# Isabella Brant

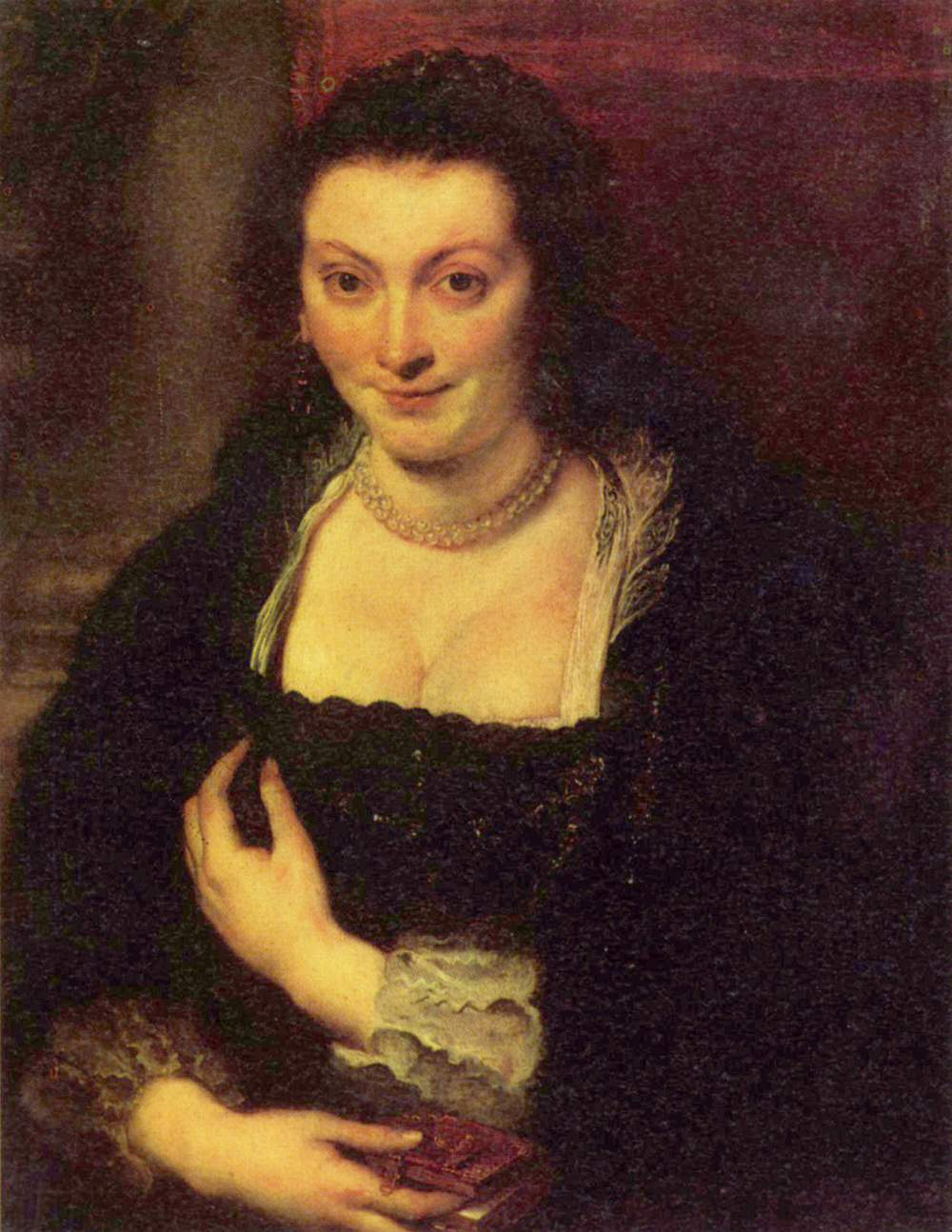
Peter Paul Rubens, Isabella Brant, Florencia, Uffizi.

Isabella Brant (1591-1626) fue la primera mujer del pintor barroco  Peter Paul Rubens. Era hija de Jan Brant, importante funcionario del municipio de Amberes, y Clara de Moy. Brant se casó con Rubens el 3 de octubre de 1609 en la  Abadía de San Miguel de Amberes. Tuvo tres hijos con Rubens: Clara Serena (1611-1623), Albert (1614-1657) y Nikolaas (1618-1655). En 1626, con 34 años, falleció víctima de la peste. Rubens se casó posteriormente, en 1630, con Helena Fourment (1614-1673), la hermana de su concuñado, Daniel Fourment el joven, marido de Clara Brant (h. 1595), hermana de Isabella.
Ha pasado a la historia porque Rubens la retrató en varias de sus obras.